# Планина Усуда
Планина Усуда (енгл. Mount Doom) је измишљени вулкан у Толкиновом легендаријуму Средње земље. Налази се у срцу црне земље Мордор и близу Барад-дура. Алтернативна имена, на измишљеном синдарском језику, укључују Ородруин и Амон Амарт. Самат наур је провалија која се налази дубоко у планини.